# The Slits
The Slits sono un gruppo musicale punk rock inglese di Londra, considerata una delle principali band femminili punk della fine anni settanta.

## Storia del gruppo
Il quartetto si formò nel 1976 dai componenti delle band The Flowers of Romance e The Castrators. Le componenti erano Ari Up (Arianna Forster) e Palmolive (Paloma Romero, che più tardi lasciò il gruppo per unirsi alle The Raincoats), con Viv Albertine e Tessa Pollitt, che hanno rimpiazzato Kate Korus e Suzy Gutsy. Palmolive fu rimpiazzata dal batterista Budgie (alias Pete Clarke), proveniente dalla band The Spitfire Boys, che più tardi si unì ai Siouxsie & the Banshees.
Nel loro primo periodo la band suonava un tipo di punk rock potente, divertente e orecchiabile,  naturalmente adatto a fare da spalla ai The Clash nel loro tour del 1977 "White Riot"  con i the Buzzcocks e i Subway Sect (documentato anche nei dietro le quinte da Don Letts in The Punk Rock Movie).
Come è stato anche notato da John Peel, il sound live delle Slits all'inizio estremamente grezzo e cupo fu in seguito ripulito e notevolmente cambiato nel tempo dalle influenze reggae e dub. Dennis Bovell produsse nel 1979 il loro album di debutto Cut per la Island Records. La copertina dell'album mostra tre componenti della band nude, coperte solo da fango e perizomi.
Il loro sound e il loro atteggiamento divennero sempre più sperimentali e d'avanguardia durante i primi anni '80, quando si unirono al gruppo post-punk di Bristol The Pop Group, condividendo un batterista (Bruce Smith) e pubblicando insieme alla band inglese il singolo In the Beginning There Was Rhythm/Where There's a Will (Y Records). Il gruppo fece un lungo tour e pubblicò un altro LP, dal titolo Return of the Giant Slits, prima di sciogliersi.

### Altre attività
Kate Korus formò i the Mo-dettes nel 1979. Alcuni componenti degli Slits furono coinvolti nel progetto dub di Adrian Sherwood, New Age Steppers, con improvvisatori come Steve Beresford e anche una giovane Neneh Cherry. La band ha avuto fan del calibro di Johnny Rotten, Frank Zappa, Oreste Giannetta e il DJ inglese John Peel. Albertine ha anche collaborato con "Singers & Players and The Playgroup". Ari Up è apparsa in album con Rip Rig & Panic, The Slackers, Dubblestandart, e parecchi altri.

### Reunion
Ari Up e Tessa Pollitt riformarono la band con nuovi componenti nel 2005, e nel 2006 pubblicarono l'EP Revenge of the Killer Slits. A questo EP hanno contribuito l'ex batterista dei Sex Pistols Paul Cook e Marco Pirroni (ex degli Adam & the Ants, e dei Siouxsie & the Banshees) entrambi come musicisti e co-produttori.  La figlia di Cook, Hollie, fa parte della formazione attuale, come voce e tastierista. Altri componenti della band riformata erano NO alla chitarra, la batterista tedesca Anna Schulte, e la seconda chitarra Adele Wilson.
La band fece un tour negli USA per la prima volta in vent'anni durante il tour del 2006 "States of Mind". Nel 2007 fecero un altro tour in Australia prima di tornare negli States dove aprirono il concerto dei Sonic Youth al NYC's McCarren Park Pool; il tour terminò in Giappone nel 2007.
Nel 2008 il gruppo si esibì nuovamente in America. Adele Wilson lasciò la band e No fu rimpiazzato dalla chitarrista americana Michelle Hill.
Il 20 ottobre 2010 muore Ari Up a causa di una grave malattia.

## Discografia

### Album studio
- 1979 – Cut (Island Records)
- 1981 – Return of the Giant Slits (CBS)
- 2006 – Revenge of the Killer Slits, EP
- 2009 – Trapped Animal (Narnack)
- 2020 – VI

### Album live
- 1980 – Bootleg Retrospective, (Rough Trade)
- 1980 – Typical Girls - Live in Cincinnati & San Francisco USA, (Basic Records)
- 2005 – Live at the Gibus Club (registrato nel 1978)

### Compilation
- 1988 – The Peel Sessions (Strange Fruit Records)
- 1997 – In the Beginning (Jungle Records)

### Singoli
- 1979 – Typical Girls/I Heard It Through the Grapevine (Island Records)
- 1980 – In The Beginning There Was Rhythm, singolo con i The Pop Group (Y Records/Rough Trade)
- 1980 – Man Next Door (Y Records/Rough Trade)
- 1980 – Animal Space (Human Records)
- 1981 – Earthbeat (CBS)